# Dalibor Doder
Dalibor Doder (Malmö, 24 de maio de 1979) é um handebolista profissional sueco, medalhista olímpico.
Ele participou da Seleção Sueca, que conquistou a medalha de prata nos Londres 2012.